# Rosario Tijeras (serie de televisión)
Rosario Tijeras es una telenovela colombiana producida por Teleset para RCN Televisión en 2010. Está basado en el libro del mismo nombre escrito por Jorge Franco. Está protagonizada por María Fernanda Yepes como el personaje titular junto con Andrés Sandoval y Sebastián Martínez. La telenovela se emitió originalmente en Colombia el 8 de febrero de 2010 y concluyó el 28 de julio de 2010. 
Su promedio fue de 14.6 índice de audiencia personas, 35.2 índice de audiencia hogares y 45.7 de share.

## Sinopsis
La trama gira en torno a una joven criada en La Comuna 13 uno de los barrios más controversiales de la ciudad de Medellín, Colombia. Hija de Rubí, estilista del barrio y columna de su hogar. Hermana de "Jhon F" quien se dedica al negocio del sicariato y Erik, un niño con retraso mental . Mediante el suceso, la telenovela ilustra como debe sobrevivir en medio de un peligroso ambiente el cual la lleva a iniciar actos vandálicos, que al pasar los años la convierten en una delincuente y asesina. Mediante la locura y la diversión conoce a dos hombres de familias acaudaladas y con abolengo de la ciudad, Antonio De Bedout y Emilio Echegaray. Dividiendo su corazón entre los dos y llevándolos a la muerte por amor. 
Su audiencia promedio fue de 35,2 de índice de audiencia en hogares y con 45,7 de cuota de pantalla.

## Reparto
- María Fernanda Yépes – María del Rosario Pavón Rodríguez / Rosario Tijeras.
- Andrés Sandoval – Antonio De Bedout.
- Sebastián Martínez – Emilio Echegaray.
- Juan David Restrepo – John Fernando Pavón Rodríguez. 'John F'
- Julián Mora – Ferney.
- Liliana Vanegas – Dayra.
- Adriana Arango – Doña Rubí.
- Héctor García – Cristancho.
- Luis Eduardo Motoa – Adonai 'El Rey de los Cielos'
- Estefanía Borge – Samantha.
- Natalia Jerez – Paula Restrepo.
- Mauricio Vélez – Gonzalo González 'El Papa'.
- Harold Fonseca – Teolindo.
- Alejandro Buitrago – El Peludo.
- Laura Perico – Leticia de Bedout.
- Margarita Ortega – Martha Lucía de Bedout.
- Alejandro Aguilar – 'El Cachi'.
- Luis Fernando Hoyos – Luis Enrique de Bedout.
- Victoria Góngora – Susana.
- Federico Rivera – Colacho.
- María José Cardozo – Azucena.
- Adriana Silva – Doctora Natalia.
- Ana Beatriz Osorio – Solange de Róbinson.
- Ana María Kamper – Ana M. Echegaray.
- Cristóbal Errázuriz – Camilo Echegaray.
- Kike Mendoza - Detective Jefe Isaac
- Jenny Vargas – Detective Pamela.
- Milena Granados – Rocío.
- Jairo Ordóñez - Querubín
- Luis Carlos Fuquen – Francisco
- Biassini Segura – Darwin.
- Claudio Cataño – Sudarzky.
- Mauricio Mejía – Nemesio.
- Victoria Hernández – Doña Zoila. Mamá de Dayra.
- Valentina Gómez – Yolima.
- Anderson Ballesteros – 'Cero Cero'
- Jim Muñoz – Jaque Mate.
- Juan Felipe Bariento – Klaus
- Orlando Miguel – Mr. Robinson
- Cesa Navarro – Enrico
- Yury Vargas – Zulai
- Alejandro García – Narcotraficante
- Roberto Marin – Portero del edificio
- Mateo Restrepo – Santi
- Emerson Rodríguez Gómez – Jota
- Alejandro Tamayo – Profesor Uribe
- Andrés Felipe Torres – "El Tigre"
- Javier Zapata – El Prisionero
- Fernando Arango – Libardo
- Juliana Betancourth – Lidia secretaria
- Mafe Barreto - Wendy
- Juan Fernando Sánchez – Dr Lombana
- Javier Gardeazabal - Compañero de universidad de Antonio
- Fabio Restrepo   - Chucho
- Andrés Felipe Martínez - Profesor de la Universidad Loyala
- Guillermo Olarte - Profesor de arquitectura de Antonio
- Laura Tobón - Novia de Sudasky
- Andrés Suárez - Carlos
- Juan Carlos Manrique - Carlos Arturo
- Javier Sáenz - Arturo
- Carmenza Cossio - Margara

## Banda sonora
1. Si vos no estas aquí (Introducción de la serie) - El Vampiro
2. Rosario - Mary Hellen, Wolfine, Q´sko
3. Amor a la fuerza - Ultrajala, Q´sko, Kiño
4. Soy fuego - Mugre T.O, Goez T.O, Mary Hellen
5. El barrio - Wolfine, Pipe Bega, Goez T.O, Mary He2llen
6. Triste y vacía - Goez T.O, Kiño
7. El que a hierro mata - I´ll Wonder, Alias Ramírez, Ultrajala
8. Bang-Bang - T.O, Mary Hellen, Wolfine
9. Mundos diferentes - Avendaño, Ultrajala, I´ll Wonder, Drazz
10. Sed de venganza - Tribu Omerta, Kiño
11. Maldita Mujer - Tito – Fatto (Caña.Brava), El Amarillo
12. El rey de los cielos - Q´sko, Oso, Ebratt, Felpa
13. Así somos - Q´sko, Pipe Bega, Laberinto, DJH
14. Los Benjamin - Tommy Real, adaptada en Panamá como tema principal.
15. Esa niña rebelde y maliciosa.                                                                                                                                                                                                                                    16. Atrevete te te - Calle 13.
16. Rosario Tijeras - Juanes

## Transmisiones en otros países
Ecuador
En Ecuador la serie se estrenó en TC Televisión teniendo un alto índice de audiencia en su transmisión, pero la serie fue suspendida por presentar contenido fuerte para la audiencia. Desde el martes 4 de enero de 2011 vuelve a ser transmitida por Teleamazonas pero nuevamente es suspendida, retirada y prohibida por las mismas razones el jueves 21 de abril de 2011.
 Estados Unidos
Marcó el segundo índice de audiencia más alto en la historia de la cadena televisiva Telefutura, mantiene un alto índice de audiencia; superando el índice de audiencia, de El Capo, Las muñecas de la mafia y Vecinos; las cuales marcaron un índice de audiencia alto en dicho país y cadena.
 Antena Latina 
En República Dominicana la serie se estrenó el lunes 6 de septiembre de 2010 por Antena Latina a las 10 p. m. sustituyendo a la Teleserie ¿Dónde está Elisa?, e inició con mucho índice de audiencia. Finalizando el viernes 10 de diciembre de 2010, siendo reemplazado con la novela El Fantasma de Elena, con un índice de audiencia de 107.7, siendo la serie de más éxito emitida por Antena Latina.
 TVN
Se estrenó el 4 de enero de 2011 a las 9 p. m., siendo la segunda novela de RCN Colombia en ser trasmitida en el canal 2, esta producción iba a ser estrenada en el mes de julio de 2010 por el Canal Telemetro Panamá, su principal competencia, la cual nunca se estrenó.
 Telefuturo
El 3 de enero de 2011 el canal estrenó a las 10:00 p. m.
 América Televisión 
El 10 de enero el canal estrenó a las 11:00 p. m.
 Teletica
Estrenó el lunes 31 de enero de 2011 en el horario de las 10 p. m., sustituyendo el espacio de Cine de Verano.
 Televicentro de Nicaragua
Se estrenó el martes 22 de marzo de 2011 a las 10:00 p. m. y acabó el 7 de julio de 2011
 Telecorporación Salvadoreña Se estrenó el 5 de marzo a las 10:00 p. m.
 Golden
Se estrenó el jueves 17 de mayo de 2011 en el horario de las 10 p. m. a 12 p. m., a partir del jueves 5 de abril de 2012 cambio de horario los jueves de 11 p. m. a 12 p. m.; finalizó el jueves 17 de mayo de 2012. También se estrenó por Unicable el 13 de junio a las 8:30 p. m. sustituyendo a Las muñecas de la mafia. Desafortunadamente no tuvo mayor nivel de audiencia en televisión abierta, se estrenó en Galavisión emitiéndose los domingos.
 Univision a las 11:30 p. m.
 Venezuela
Estrenó miércoles 06/10/2010 por Venevisión a las 22:45 (11:00 a 11:45) p. m. A partir del 28/10/2010 es sacada de la programación de Venevisión al igual que El Capo en Televen por órdenes de Conatel por alto contenido de narcotráfico. Vale acotar que ambas series gozaban de altos niveles de audiencia. Venevisión a finales de octubre de 2011 la vuelve a promocionar para transmitirla, a pesar de que fue ordenada de excluirla de su programación hace un año.
 Telecadena 7 y 4
Estrenó el lunes 16 de julio de 2012 en el horario de las 10 p. m. Finalizó el lunes 8 de octubre.
 BAND: La serie se está mostrando desde 6 de enero de 2014 por BAND, a las 2:35 a. m., de lunes a viernes.

## DVD
En Colombia el DVD salió al mercado en diciembre de 2010. El set contiene 10 discos con los 60 capítulos sin censura.

## Premios y nominaciones

### Premios Tvynovelas
| Año  | Categoría                                  | Nominado             | Resultado |
| ---- | ------------------------------------------ | -------------------- | --------- |
| 2011 | Mejor Serie                                | Rosario Tijeras      | Nominada  |
| 2011 | Mejor Producción Nacional Para El Exterior | Rosario Tijeras      | Ganadora  |
| 2011 | Mejor actor protagónico de serie           | Sebastián Martínez   | Ganador   |
| 2011 | Mejor actriz antagónica de serie           | María Fernanda Yepes | Ganadora  |
| 2011 | Mejor actor antagónico de serie            | Alejandro Aguilar    | Nominado  |
| 2011 | Mejor actor antagónico de serie            | Luis Eduardo Motoa   | Nominado  |
| 2011 | Revelación del año de telenovela o serie   | Juan David Restrepo  | Nominado  |
| 2011 | Mejor actriz de reparto de serie           | Adriana Arango       | Nominada  |

### Premios India Catalina
| Año  | Categoría                                   | Nominado                             | Resultado |
| ---- | ------------------------------------------- | ------------------------------------ | --------- |
| 2011 | Mejor serie o miniserie                     | Rosario Tijeras                      | Nominado  |
| 2011 | Mejor actriz protagónica de serie           | María Fernanda Yepes                 | Ganadora  |
| 2011 | Mejor actor protagónico de serie            | Andrés Sandoval                      | Nominado  |
| 2011 | Revelación del año                          | Juan David Restrepo                  | Nominado  |
| 2011 | Mejor dirección de serie o miniserie        | Rodrigo Lalinde                      | Nominado  |
| 2011 | Mejor libreto original de serie o miniserie | Carlos Duplat, Luz Marina Santofimio | Ganadores |
| 2011 | Mejor edición de novela o serie             | Rosario Tijeras                      | Ganadora  |
| 2011 | Mejor arte y fotografía de novela o serie   | Sergio García                        | Ganador   |
| 2011 | Mejor banda sonora de novela o serie        | Si vos no estás aquí El vampiro      | Nominada  |

## Adaptaciones
- La Televisora mexicana TV Azteca en coproducción con Sony Pictures Television realizó en el 2016 la versión mexicana de esta serie titulada igualmente Rosario Tijeras con Bárbara de Regil, Antonio Gaona y José María de Tavira en los roles protagónicos.